# Sadullapur
Sadullapur är ett underdistrikt i Bangladesh.   Det ligger i provinsen Rajshahi, i den norra delen av landet, 210 km nordväst om huvudstaden Dhaka.
Trakten runt Sadullapur består till största delen av jordbruksmark. Runt Sadullapur är det mycket tätbefolkat, med 1 177 invånare per kvadratkilometer.